# Charles Abbot (2e baron Colchester)
Pour les articles homonymes, voir Charles Abbot et Abbot.
Charles Abbot (12 mars 1798-18 octobre 1867) est un commandant de la marine britannique et un homme politique conservateur.

## Biographie
Colchester est le fils de Charles Abbot (1er baron Colchester), président de la Chambre des communes, et d'Elizabeth, fille de Sir Philip Gibbes (1er baronnet) (en). Il fait ses études à la Westminster School et au Royal Naval College de Dartmouth.
Il sert dans la Royal Navy. Il est promu contre-amiral en 1854, vice-amiral en 1860 et amiral sur la liste réservée en 1864.
Il accède à la pairie de son père en 1829 et entre à la Chambre des lords. Cependant, ce n'est qu'en 1835 qu'il prononce son premier discours. Il sert sous le comte de Derby en tant que Paymaster-General et Vice-président du Board of Trade en 1852 et en tant que Postmaster General entre 1858 et 1859. En 1852, il est admis au Conseil privé. Outre sa carrière navale et politique, il est également président de la Royal Geographical Society entre 1845 et 1847. Le 7 juin 1853, l'Université d'Oxford lui décerne un DCL.

## Famille
Lord Colchester épouse l'hon. Elizabeth Susan, fille d'Edward Law (1er baron Ellenborough), en 1836. Il meurt en octobre 1867, à l'âge de 69 ans, et son fils, Reginald, lui succède. Lady Colchester est décédée en mars 1883.